# Tikkurila (przedsiębiorstwo)

logo Tikkurila

Tikkurila Oyj („Oyj” to oznaczenie spółki akcyjnej lub spółki z ograniczoną odpowiedzialnością w Finlandii) to fiński producent farb i lakierów. Siedziba główna i większość produkcji znajduje się w Tikkurila, Vantaa niedaleko Helsinek.
Firma została założona w 1862 roku jako Dickursby Oljeslageri jako producent oleju lnianego i lakieru, a w 1885 roku została przejęta przez helsińską firmę Schildt & Hallberg. Jako Schildt & Hallberg Oy, rozpoczęła produkcję farb w 1919 roku, by ostatecznie osiągnąć pozycję największego producenta farb w Finlandii. W 1972 roku fiński konglomerat chemiczny Kemira (wówczas Rikkihappo Oy) przejął firmę i rozpoczął rozbudowę i modernizację zakładu produkcyjnego, który został przeniesiony nieco dalej od centrum Tikkurila. Stary zakład rozebrano w latach 80. W 1975 roku została przemianowana na Tikkurilan Väritehtaat Oy („Fabryki kolorów Tikkurila”), którą w 1986 roku skrócono do Tikkurila Oy. Po upadku Związku Radzieckiego Tikkurila z powodzeniem wkroczyła na rynki bałtyckie i rosyjskie, osiągając status lidera rynkowego. W 2020 roku 80% przychodów firmy pochodzi z Finlandii, Szwecji, Rosji, Polski i krajów bałtyckich (Litwy, Łotwy i Estonii).
Tikkurila obsługuje konsumentów, profesjonalnych malarzy i klientów przemysłowych w około 40 krajach. W marcu 2010 została wydzielona z Kemiry, a jej akcje zostały notowane na NASDAQ OMX Helsinki Ltd. Tikkurila produkuje i sprzedaje farby dekoracyjne oraz powłoki dla przemysłu drzewnego i metalowego. Marki z działu farb Tikkurila są w liderami rynku w krajach skandynawskich, bałtyckich, a nawet w Rosji.
W 1986 roku Tikkurila opublikowała grę reklamową Painterboy na platformę Commodore 64.
19 kwietnia 2011 r. Tikkurila przejęła serbską firmę Zorka Color d.o.o., tworząc firmę, która stała się znana jako Tikkurila Zorka d.o.o. 27 października 2015 firma zmieniła nazwę na Tikkurila, d.o.o.
10 czerwca 2021 r. Tikkurila została przejęta przez firmę PPG.

## Marki
- Tikkurila (międzynarodowa)
- Beckers (międzynarodowa)
- Alcro (Szwecja)
- Vivacolor (kraje bałtyckie)
- Finncolor (Rosja – założona przez Tikkurila)
- Kraski Teks (Rosja – przejęty)

## Źródła zewnętrzne
- Oficjalna strona internetowa Tikkurila
- Oficjalna strona internetowa PPG Industries